# Quellental (Glücksburg)

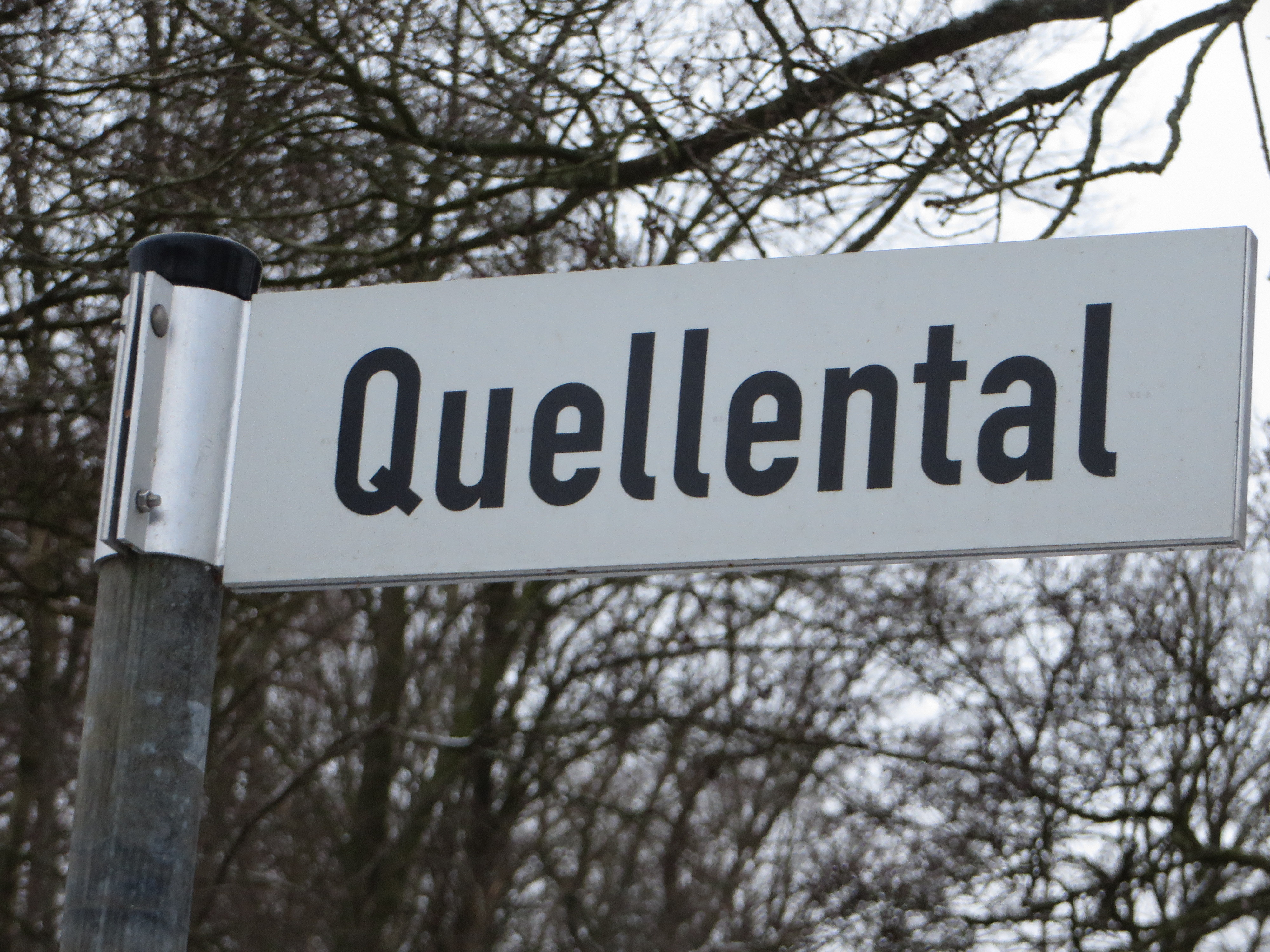
Straßenschild Quellental

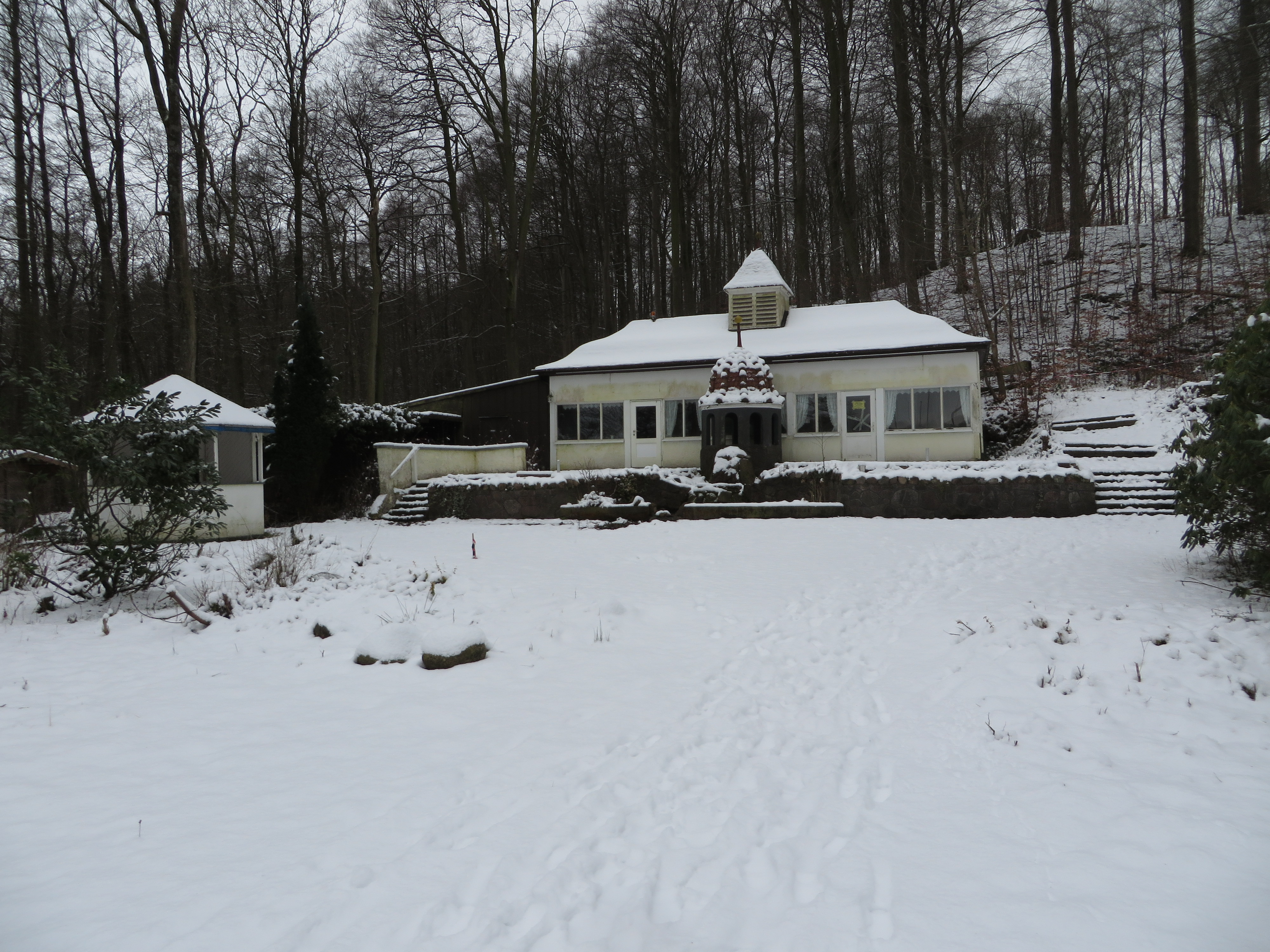
Ausflugslokal Quellental aus dem Jahr 1909 im Winter 2015

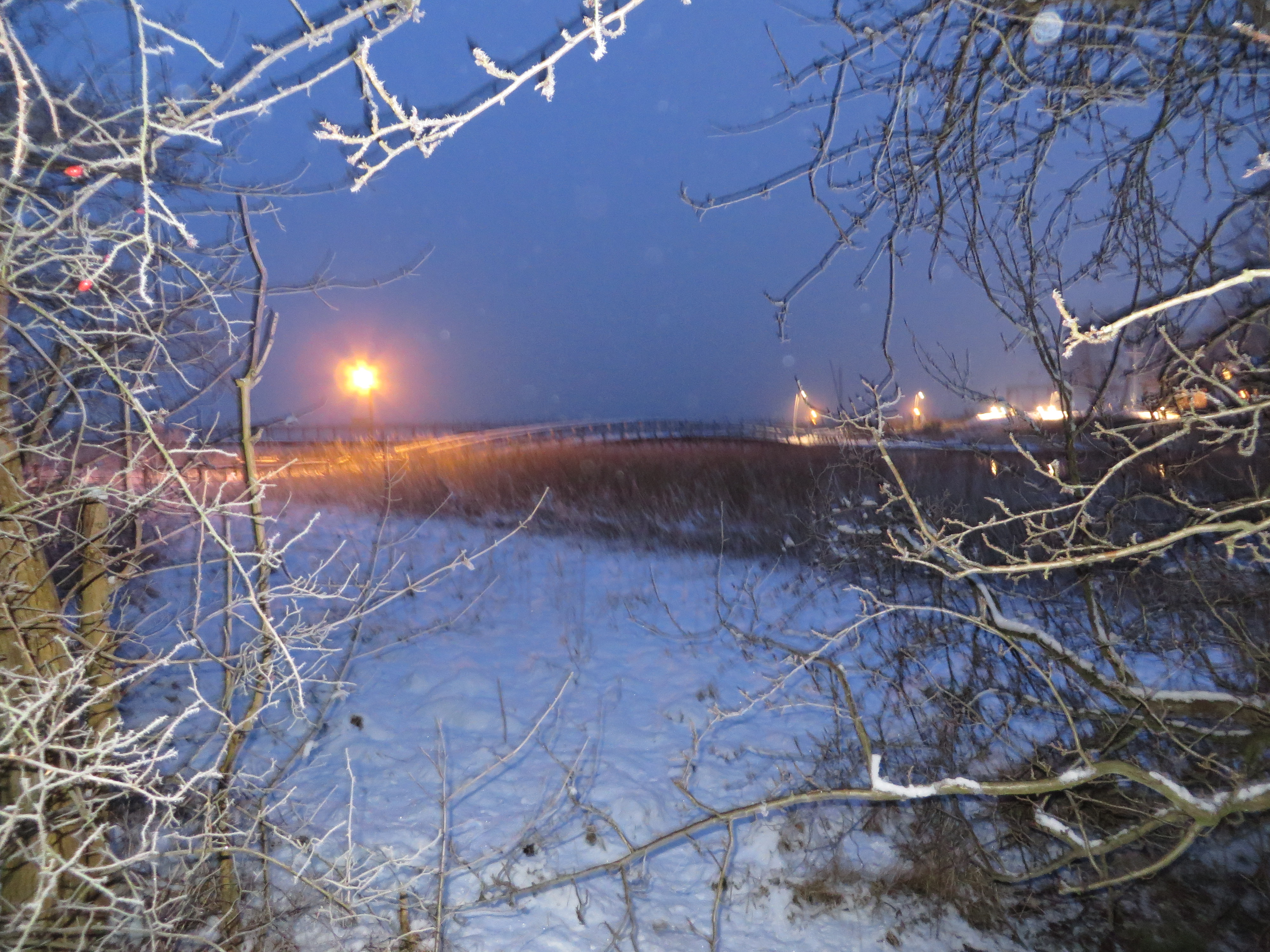
Die Fußgängerbrücke bei Quellental im Winter 2015

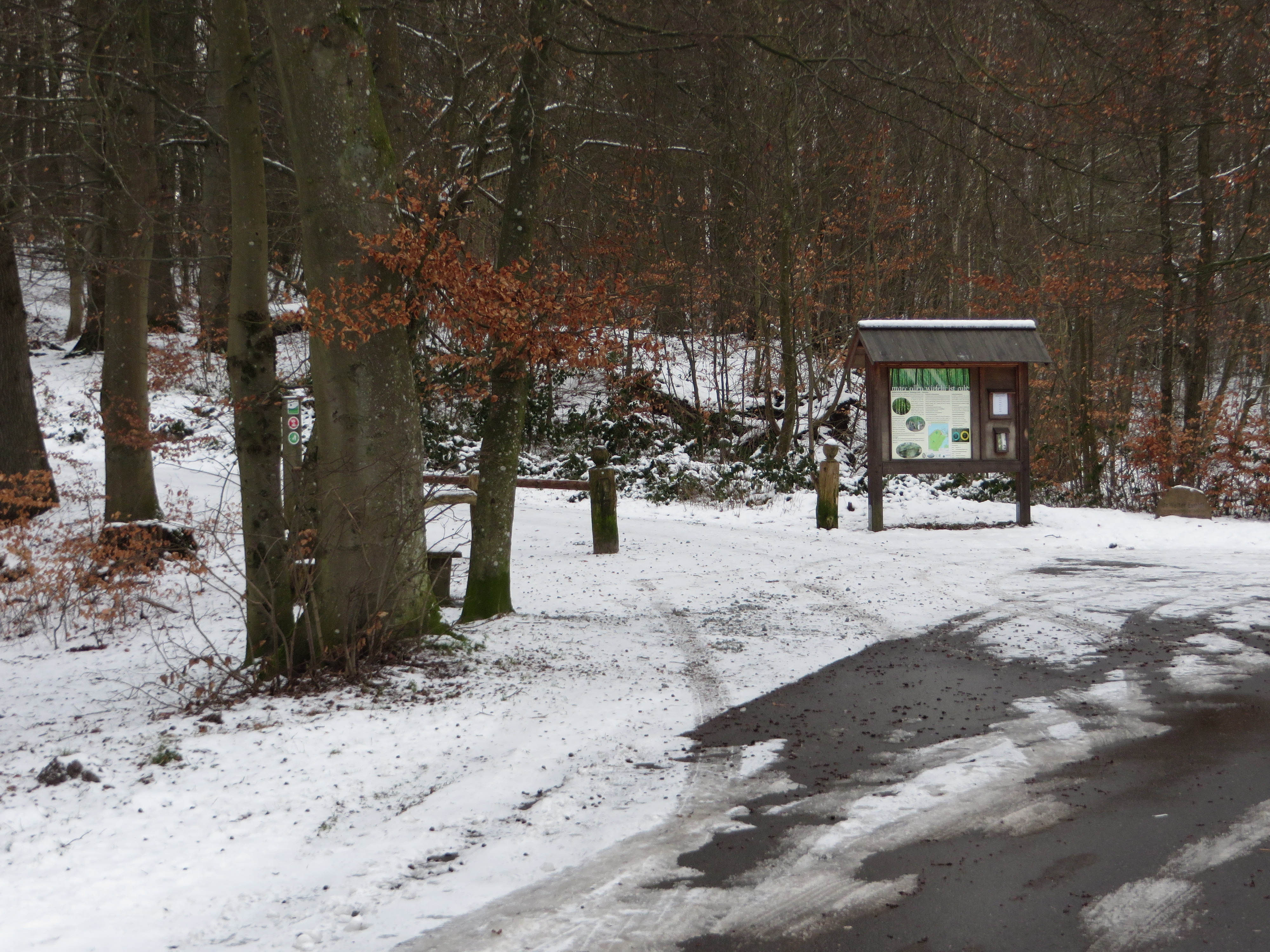
Waldrand bei Quellental

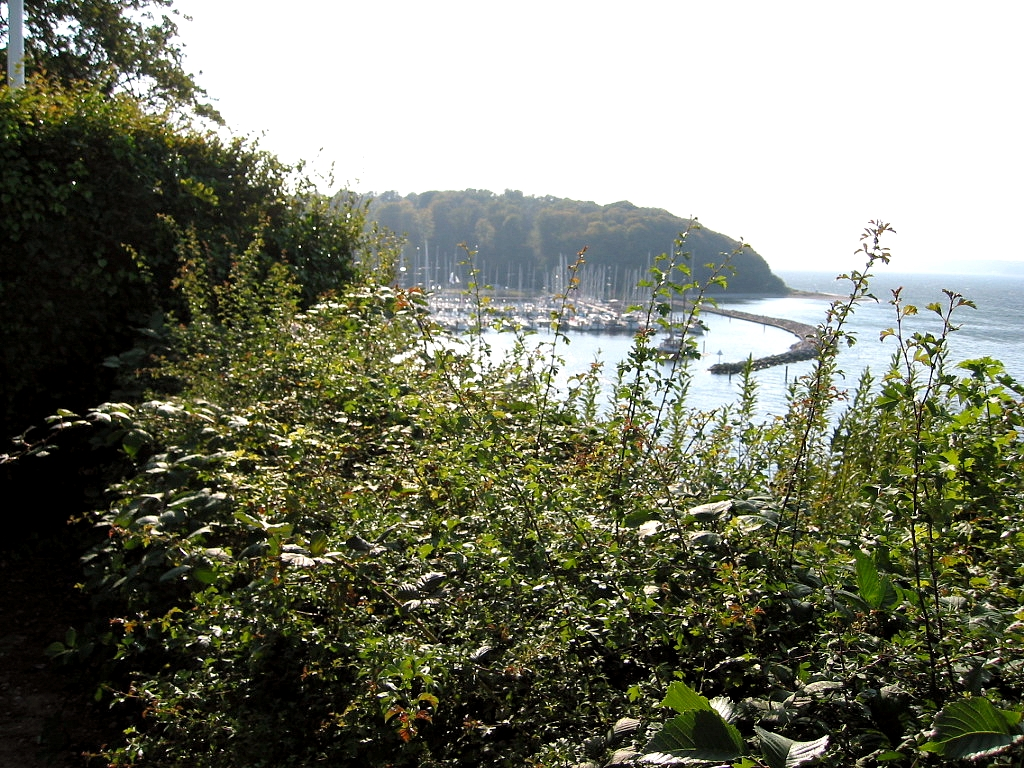
Blick zum Quellental mit seinem Yachthafen

Quellental (dänisch Kildedal) ist ein Gebiet an einer kleinen Bucht an der Flensburger Förde nahe der Stadt Glücksburg und ungefähr 650 Meter vom Flensburger Vorort Meierwik entfernt. Quellental gilt als ein beliebtes Ausflugsziel an der Förde.

## Geschichte
Der Name Quellental dürfte sich zum einen auf die Lage unterhalb des dortigen Fördehangs beziehen, welche zur Bucht hin eine Taloptik zur Folge hat, sowie auf die dort gelegene Adelheidquelle. Wie alt die Bezeichnung Quellental ist, ist offenbar nicht bekannt. Zu Beginn des 19. Jahrhunderts war das Quellental der Lieblingsplatz der Herzogin Anna Caroline vom Schloss Glücksburg. Im Jahr 1801 wurde die Glücksburgische Friedrichsgarde gegründet. Der Schützenverein begann bald darauf, seine Schützenfeste am Lieblingsplatz der Herzogin zu feiern. Zum eigentlichen Schießen marschierten sie zu einer Wiese in Sandwig. Zunächst nutzte man ein Zelt für den Ausschank im Quellental.
1817 eröffnete Peter Stahlknecht im Quellental erstmals eine Gaststätte. Sie diente zunächst den Schützen zum Feiern, aber auch als Ausflugsziel für adlige und begüterte Erholungssuchende. Zuvor, nämlich noch im 18. Jahrhundert, war auf der Westseite von Flensburg bei der Marienhölzung, das dortige waldnahe Gasthaus entstanden. Im 19. Jahrhundert begann nun langsam der touristische Ausbau an der Förde. So stellte Friedrich Mommse Bruhn im Jahre 1866 mit der Seemöwe den ersten Fördedampfer in Dienst und wurde damit der Begründer der Fördeschifffahrt. Ein Ausflugsort in den 1870er Jahren war das ursprüngliche Mürwik an der damals noch bestehenden Mürwiker Bucht. Das Ostseebad auf dem Westufer entstand ebenfalls in dieser Zeit. Auch das Quellental, der Keimzelle des Tourismus in Glücksburg, entwickelte sich damals zu einem beliebten touristischen Ausflugsziel. Auch das benachbarte Sandwig wurde zu dieser Zeit touristisch ausgebaut. Die Schützen der Friedrichsgarde suchten jedoch einen weniger belebten Ort und wanderten ab.
Im Jahr 1909 wurde als Ersatz für die alte Gaststätte das neue Ausflugslokal Quellental eröffnet, das später den Beinamen Waldschlösschen erhielt. Die Adelheidquelle wurde beim Bau in das Ausflugslokal integriert. Die Quelle ist neben ihrer pittoresken Gestaltung bekannt für ihren hohen Schwefelanteil. Das Quellwasser enthält einen hohen Anteil von schwefelsauren Salzen und Eisen. Vor dem kleinen Gebäude des Restaurants, welches am Rande des Waldes Wille liegt, wurde zugleich ein kleiner Park angelegt. Es entstand ein Kleinod, das in der Folgezeit auch als Postkartenmotiv diente. Das nicht weit davon entfernte Solitüde wurde erst im Jahr 1924 zum Strandbad, als das dortige ehemalige Gut des Baron Schack von Brockendorf zu Petersholm und Thomasgaard durch den Architekten Paul Ziegler zu einer Sommerwirtschaft umgebaut wurde.

## Quellental heutzutage
Im Yachthafen an der Quellentaler Bucht ist heute der Flensburger Segel-Club (FSC), der am 17. Mai 1890 gegründet wurde, und die Hanseatische Yachtschule des Deutschen Hocheesportverbandes HANSA beheimatet. Der Yachthafen Quellentals ist in der Vergangenheit mehrfach als der „schönste Naturhafen Deutschlands“ beschrieben und ausgezeichnet worden. Die Liegeplätze bieten Platz für Boote von 1,5 bis 2,8 Meter Wassertiefe. Zum Yachthafen gehören noch die Hafenmeisterei, ein kleiner Spielplatz, Duschen, Toiletten und ein Grillplatz.
Vom Yachthafen aus gelangt man am Rande der Bucht über eine Fußgängerbrücke zu einem Weg, der zur Strandpromenade weiter nach Sandwig führt. In diesem nordwestlichen Randbereich vom Quellental steht seit dem Jahr 1969 das Menke-Planetarium, das seit 2000 von der Flensburger Fachhochschule betrieben wird. Bei der erwähnten Brücke stehen des Weiteren häufig Leute, die dort Modellbauschiffe schwimmen lassen.
Am Ende der Bucht liegt im Süden die Uferstraße, der von Mürwik und Meierwik kommt und nach Glücksburg hineinführt. Südlich der Straße liegt im dortigen Waldgebiet Groß-Tremmerup der Westerwerker See, dessen Wasser gewöhnlich unter der Straße hindurch in die Quellentaler Bucht fließt. Aber hin und wieder verhält es sich auch umgekehrt, sodass das Wasser des Sees durch das Salzwasser der Förde angereichert wird, je nach Wetter und Wasserstand. Östlich der Bucht liegt das Waldschulheim des ADS-Grenzfriedensbundes, in dem jugendliche Besucher und Schulklassen übernachten können. An der Uferstraße befindet sich auch eine Bushaltestelle der Linie 21, die vom Glücksburger zum Flensburger ZOB fährt. Die dortige Zufahrtsstraße nach Quellental, Richtung Norden, trägt ebenfalls den Namen Quellental. Einmal im Jahr findet zudem der Triathlon Ostseeman in Glücksburg statt, dessen Laufstrecke von der Uferstraße, aus Glücksburg kommend, über die Zufahrtsstraße, auch über die kleine Holzbrücke für Fußgänger bei Quellental führt. An der Zufahrtsstraße liegen einige kostenfreie Parkplätze.
Am nördlichen Ende der Straße liegt östlich, oberhalb des Hangs, der erwähnte Wald Wille. Dort befand sich ab den 1980er bis Anfang der 2000er Jahre ein Trimm-dich-Pfad. 2010 wurde im dortigen Wald der Glücksburger Ruheforst, ein Waldfriedhof, eingerichtet. Ein weiteres Stück nördlich liegt der Stand von Quellental. Am 250 m langen Naturstrand kann man Schwimmen, Sonnenbaden, Surfen und Kite-Surfen sowie Drachen fliegen lassen und Angeln. Die Stelle gilt auch als ein beliebtes Tauchrevier. In östlicher Richtung, dem Strand entlang, gelangt man an der Winzigerhuk mit dem Flottenkommando vorbei bis zum Alten Meierhof in Meierwik.
Die Adelheidquelle sprudelte weiterhin das ganze Jahr hinweg unaufhörlich vor sich hin. Ihr hoher Eisenanteil ist heute gut sichtbar an der Färbung der Steine erkennbar. Das Restaurant Quellental wurde jedoch 2011 geschlossen. Nach der Schließung des Restaurants vollzog sich der touristische Niedergang mit der Hoffnung, dass ein neues, größeres Restaurant-Gebäudes mit moderner Gestaltung der Gegend einen neuen Auftrieb liefern wird. Die Stadtvertreter stimmten im März 2013 dem Bebauungsplan zur Neueinrichtung einer Gastronomie zu. John Witt, Inhaber einer Immobilien-Firma, plante im nächsten Schritt den Abriss des alten Ausfluglokals, dem ältesten Restaurant Glücksburgs, das zudem auch als Versinnbildlichung und Wahrzeichen Quellentals dient. 2015 wurde ein offensichtlich schlicht gestalteter, unfarbiger Neubau mit einem kastenförmigen Grundkörper als Ersatz geplant. Nach Schwierigkeiten bei der Umsetzung des Projektes, wurden 2016 neue Pläne vorgestellt, der Gebäudebestand soll bewahrt bleiben und ca. 2017 wieder als Gastronomie reaktiviert werden. Die Sanierung erfolgte schrittweise über mehrere Jahre. Seit 2022 ist die Gastronomie im sanierten Gebäude wieder eröffnet.